# Pieza pi
Pieza pi (лат.) — вид короткоусых двукрылых насекомых рода Pieza из семейства Mythicomyiidae.

## Распространение
Мексика, Багамские острова, Теркс и Кайкос.

## Описание
Мелкие мухи с длиной менее 1 мм (0,9 — 0,98). Основная окраска коричневая и чёрная с жёлтыми и белыми отметинами. Усики чёрные.
Первая субмаргинальная ячейка крыла закрытая и треугольная, усиковый стилус, размещён субапикально на втором флагелломере. Мезонотум сплющен дорзально. Глаза дихоптические. Вид был впервые описан в 2002 году американским диптерологом Нилом Эвенхусом (Center for Research in Entomology, Bishop Museum, Гонолулу, Гавайи, США). Видовое название дано по 16-й букве греческого алфавита (Пи).